# Étienne
Étienne – imię męskie. Francuski odpowiednik imienia Stefan. Pierwotnym francuskim odpowiednikiem było imię Estienne.

## Osoby
Znane osoby noszące to imię:
- Étienne Bézout
- Étienne Gilson
- Étienne-Paschal Taché
- George-Étienne Cartier
- Jacques Étienne Montgolfier
- Étienne Wasserzug